# Gradiconus skoglundae
Gradiconus skoglundae is een slakkensoort uit de familie van de Conidae. De wetenschappelijke naam van de soort is voor het eerst geldig gepubliceerd in 2012 door Tenorio, Tucker & Chaney.